# Kazimierz Zimmermann
Kazimierz Zimmermann (ur. 25 stycznia 1867 lub 24 stycznia 1874 w Trzemesznie, zm. 6 kwietnia 1925 w Krakowie) – polski ksiądz katolicki, teolog, ekonomista, teoretyk myśli chrześcijańsko-społecznej, rektor Uniwersytetu Jagiellońskiego.

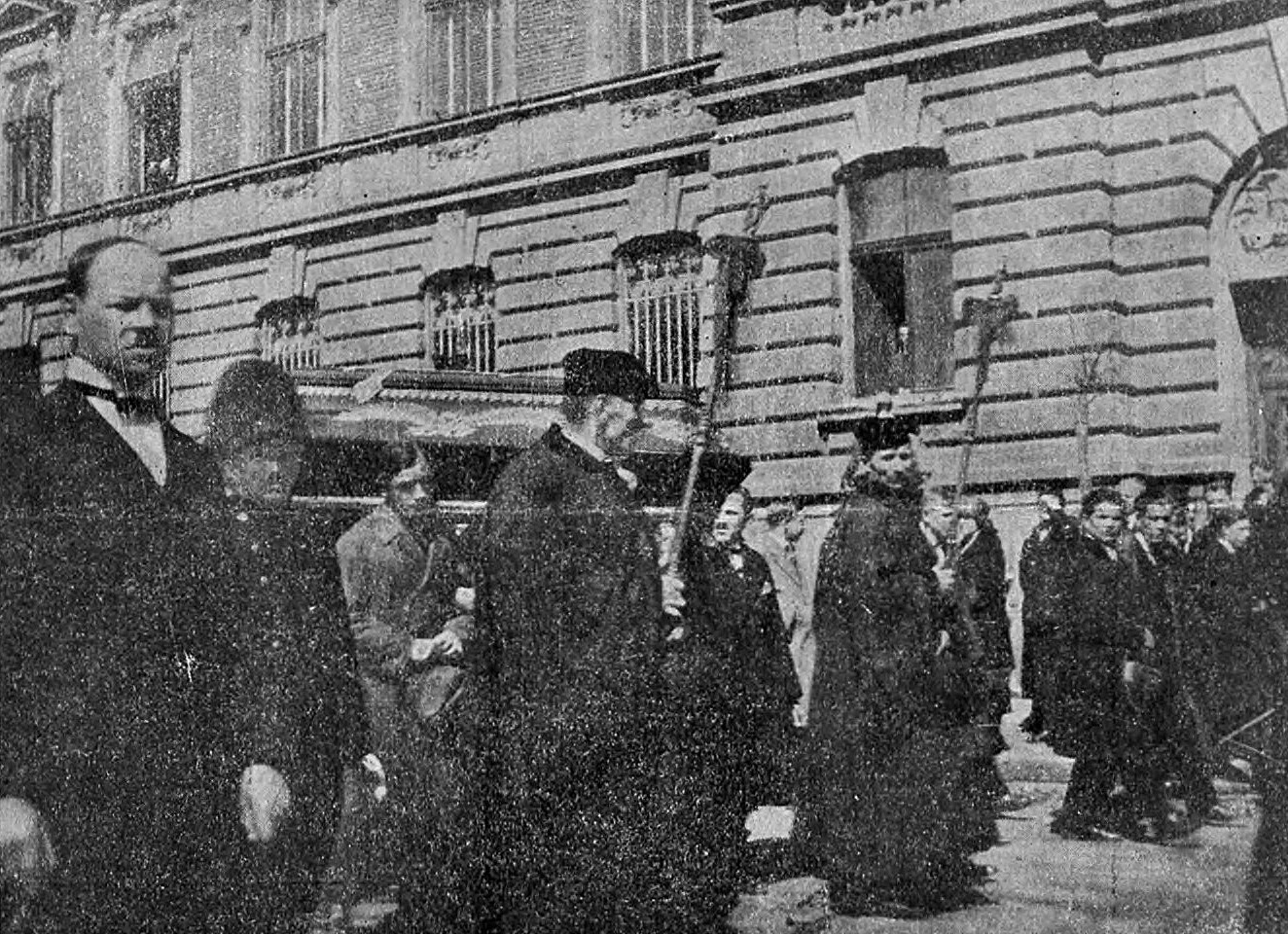
Pogrzeb Kazimierza Zimmermanna

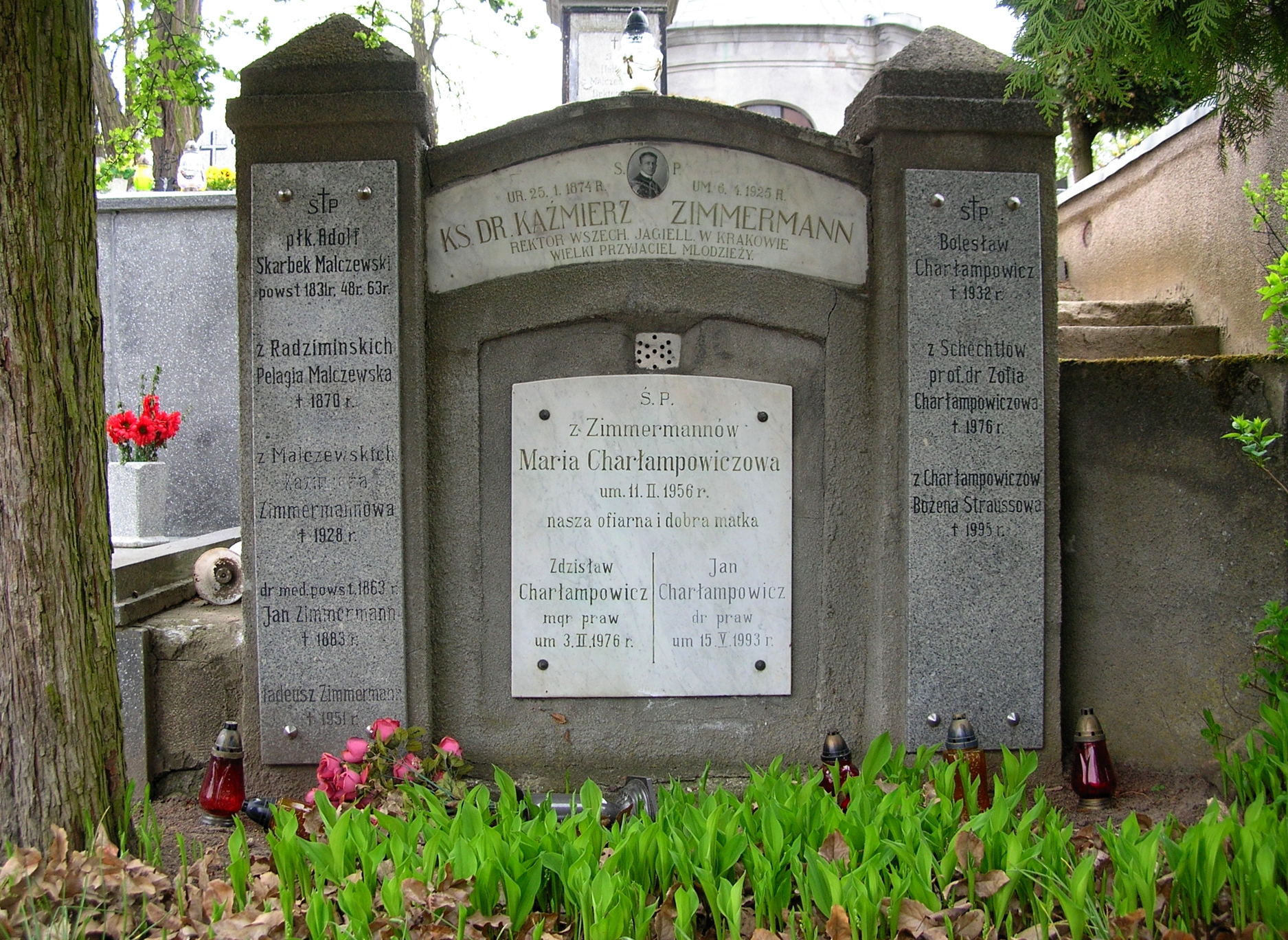
Grobowiec rodzinny Kazimierza Zimmermanna

## Życiorys

### Działalność w Wielkopolsce
Jego przodkowie przybyli do Polski w latach trzydziestych XIX wieku z Niemiec. Był synem Jana (doktora medycyny i powstańca) oraz wnukiem Augustyna, profesora gimnazjum w Trzemesznie. Matką Kazimierza była Helena z domu Skarbek-Malczewska, córka Adolfa Skarbka-Malczewskiego, właściciela dóbr Kruchowo.
Urodził się 25 stycznia 1867 lub 24 stycznia 1874 w Trzemesznie. Absolwent Gimnazjum św. Marii Magdaleny. Odbył studia teologiczne w Gnieźnie, Poznaniu i Würzburgu. Święcenia kapłańskie otrzymał w 1897 i podjął pracę w Poznaniu jako prebendarz kościoła podominikańskiego. Był też wikarym w Trzemeńcu i administratorem w Tarnowie. W 1902 został kanonikiem, a później także prałatem-kustoszem Kolegiaty św. Marii Magdaleny w Poznaniu. Od 1903 przez cztery lata odbywał studia ekonomii politycznej w Monachium.
Pracował też aktywnie w redakcjach Księgarni św. Wojciecha w Poznaniu i oraz Dziennika Poznańskiego. W latach 1902–1903 i 1907–1910 był redaktorem czasopisma Ruch Chrześcijańsko-Społeczny.
W 1900 został członkiem Poznańskiego Towarzystwa Przyjaciół Nauk, pełniąc w nim do 1903 funkcję sekretarza Wydziału Historyczno-Literackiego. Po roku 1907 został członkiem komisji powołanej przez Poznańskie Towarzystwo Przyjaciół Nauk, dla reaktywowania Wydziału Prawniczo-Ekonomicznego, przy tymże towarzystwie.
Współpracował z ruchem katolicko-społecznym w Europie Zachodniej, znał także działalność Wilhelma Emmanuela Kettelera oraz ruchu haidzkiego, pozostał w bliskim związku z ruchem społeczno-gospodarczym zapoczątkowanym przez Karola Marcinkowskiego i ks. Augustyna Szamarzewskiego, a kontynuowanym przez ks. Piotra Wawrzyniaka. Był także ściśle związany z działalnością społeczną abpa Floriana Stablewskiego.

### Działalność w Krakowie i Wilnie
W 1908 objął powstałą na Wydziale Teologicznym Uniwersytetu Jagiellońskiego Katedrę Chrześcijańskich Nauk Społecznych. We wrześniu 1910 został profesorem zwyczajnym nauk chrześcijańsko-społecznych w UJ. Jego obecność na uczelni i wykłady z „socjologii chrześcijańskiej” wywołały sprzeciw części słuchaczy, którzy odebrali to jako „klerykalną agitację”. Doszło do strajku, podczas którego Uniwersytet od 31 stycznia do 27 marca 1911 roku był zamknięty. Wydarzenia te znane są pod nazwą „zimmermanniady”, w ich wyniku kilkuset studentów poniosło dotkliwe konsekwencje.
W 1911, ukrywając się pod pseudonimem Tektander, opublikował pracę pt. Moja Pani. Studium z natury. Przyczynek do psychologii księżych gospodyń. Dziełko to wyśmiane zostało publicznie m.in. przez posła Józefa Putka podczas sejmowej debaty nad budżetem oświaty w 1924.
Po I wojnie światowej należał do twórców Wydziału Teologicznego Uniwersytetu Stefana Batorego w Wilnie. W roku akademickim 1922/1923 był dziekanem Wydziału Teologicznego UJ. Na rok 1924/1925 wybrano go rektorem Uniwersytetu Jagiellońskiego.
Zmarł w nocy 5/6 kwietnia 1925 w Krakowie na atak serca, pochowany 8 kwietnia 1925 w rodzinnym grobowcu w Trzemesznie.

## Dzieła
- Znaczenie stanu robotniczego dla społeczeństwa i Kościoła (1908)[5]
- Uregulowania prawne umów taryfowych (1909)[6]
- Moja Pani. Studium z natury. Przyczynek do psychologii księżych gospodyń (opublikowane pod pseudonimem „Tektander”)[7][8]
- Ks. Patron Wawrzyniak (1911)[9]
- Fryderyk Wielki i jego kolonizacja na ziemiach polskich (1915)[10][11]